# B − L
En física de partícules, B − L'' (pronunciat "B menys ela") és un nombre quàntic obtingut de la diferència entre el nombre bariònic (B) i nombre leptònic (L).
Aquest nombre quàntic correspon a la càrrega d'una simetria U(1) global o de gauge dins alguns models de teories de la gran unificació (GUT), anomenades U(1)B − L. A diferència del nombre bariònic o leptònic sols, aquesta hipotètica simetria no seria trencada per anomalies quirals ni anomalies gravitacionals, sempre que la simetria sigui global, que és el cas per al qual aquesta simetria és sovint invocada. Si B − L existeix com a simetria, ha de ser trencada espontàniament per a donar massa no nul·la als neutrins suposant un mecanisme de generació de massa de tipus balancí ('seesaw' en anglès). Els bosons de gauge associats a aquesta simetria s'anomenen generalment bosons X i Y.
Les anomalies que trencarien la conservació dels nombres bariònic i leptònics individualment cancel·len de tal manera que el nombre B − L és sempre conservat. Un exemple hipotètic és la desintegració del protó, on un protó (B = 1; L = 0) decau en un pió (B = 0, L = 0) i un positró (B = 0; L = −1).
La hipercàrrega feble YW està relacionada amb B − L via la càrrega X:
X + 2YW = 5(B − L)
on X és el nombre quàntic conservat associat a la simetria U(1) de la GUT. Com que la hipercàrrega feble és sempre conservada, dins del Model Estàndard i la majoria de les seves extensions, el nombre de barions menys el de leptons (B − L) és també conservat sempre per les interaccions. Per exemple:
- La desintegració del neutró (desintegració beta)

n → p + e− + νe
conserva el nombre bariònic B i nombre leptònic L per separat i, per tant, també la diferència B − L és conservada.
- La desintegració del protó és una predicció de moltes teories de gran unificació:

p+ → e+ + π0 → e+ + 2γ
que també conserva B − L, encara que violi individualment la conservació de nombre leptonic i nombre bariònic.